# Moselsteig
De Moselsteig is een Duitse langeafstandswandelroute van Perl naar Koblenz met een totale lengte van 366 kilometer. (De eigenlijke route eindigt in Güls, een voorstad van Koblenz, op enkele kilometers van het Deutsches Eck.) De route volgt grotendeels de loop van de Moezel. Het beheer van de route is in handen van Moselland Touristik GmbH.
De route is in beide richtingen gemarkeerd met tekens bestaande uit vijf gele strepen op een wit vierkant. In de officiële gids is de route alleen in de richting Perl - Koblenz beschreven. Toevoerroutes zijn gemarkeerd met vijf rode strepen op een wit vierkant. (De strepen zijn gestileerde gestapelde leisteenplaten.)
De route heeft bij de opening in 2014 het Duitse keurmerk Qualitätsweg Wanderbares Deutschland en het Europese keurmerk Leading Quality Trail – Best of Europe ontvangen. De zwaarte van de onderscheiden etappen is verschillend: er is een veelheid aan redelijk korte, maar pittige stijgingen. Enige geoefendheid is aan te raden.
De spoorlijn Perl - Trier - Koblenz (met overstappen in Trier) volgt grotendeels de Moezel; waar de spoorlijn de Moezel verlaat (onder meer tussen Ediger-Eller en Cochem) is busvervoer. Traben-Trarbach is wel per trein bereikbaar, vanuit Koblenz.
Overnachtingsmogelijkheden bestaan uit hotels, campings en camperplaatsen. De met een tent kamperende wandelaar wordt erop gewezen, dat deze laatste niet zijn ingericht voor tenten: ze zijn geheel verhard.

## Afbeeldingen

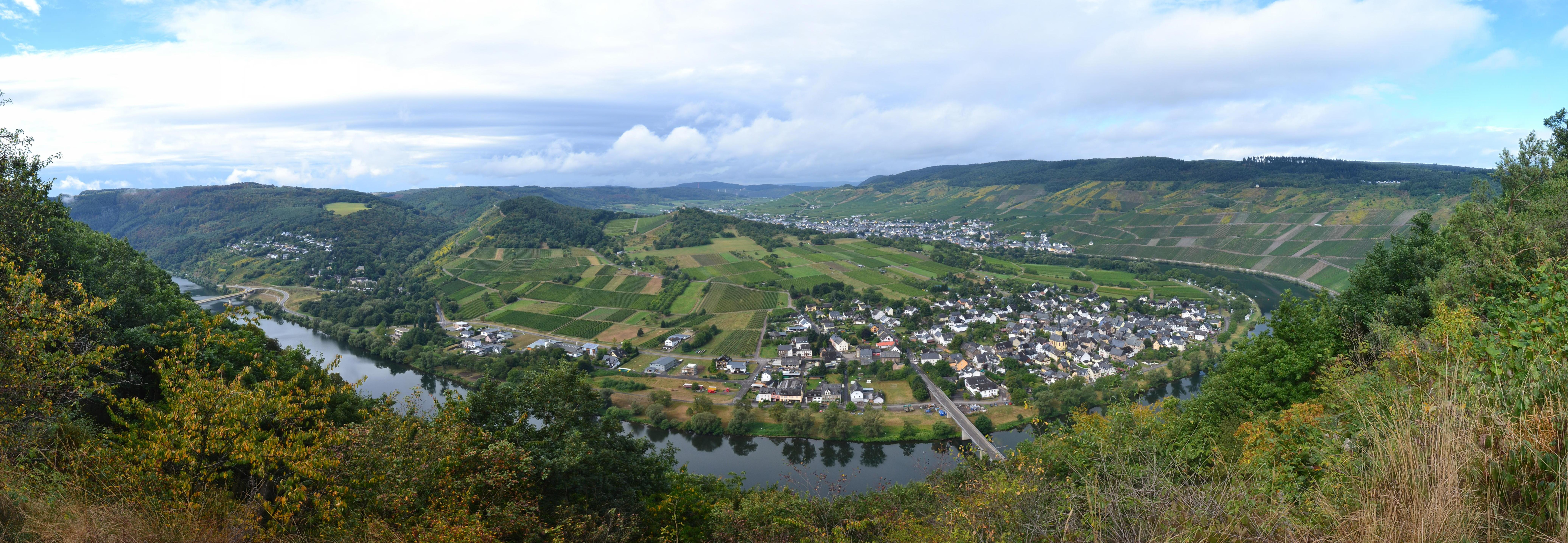
Bij Mont Royal
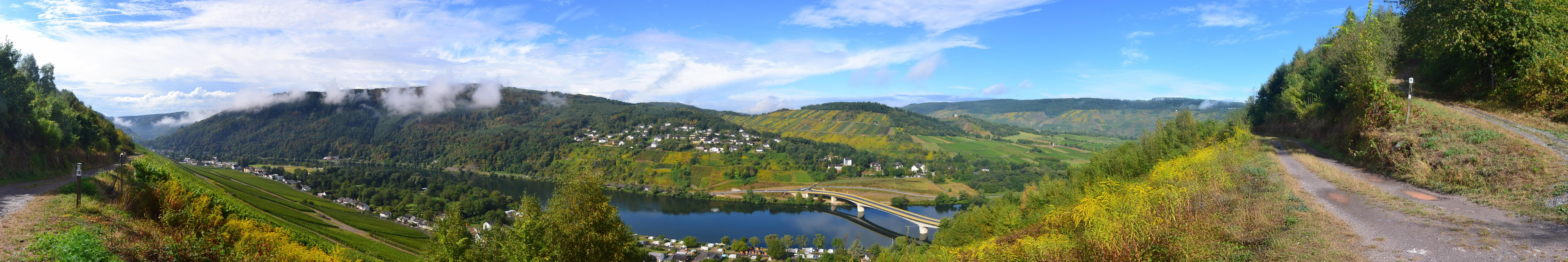
Bij Traben-Trarbach
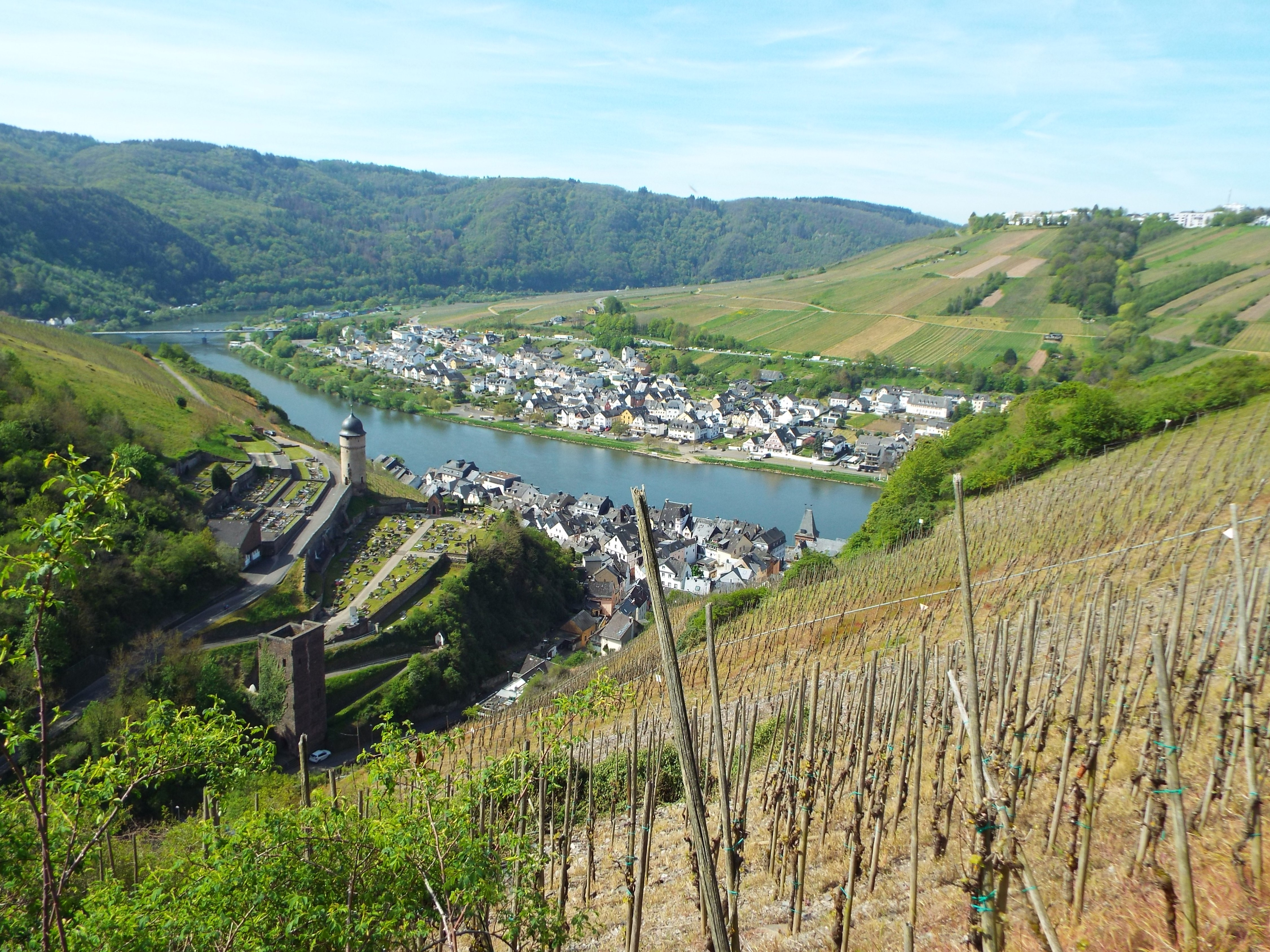
Gezicht op Zell
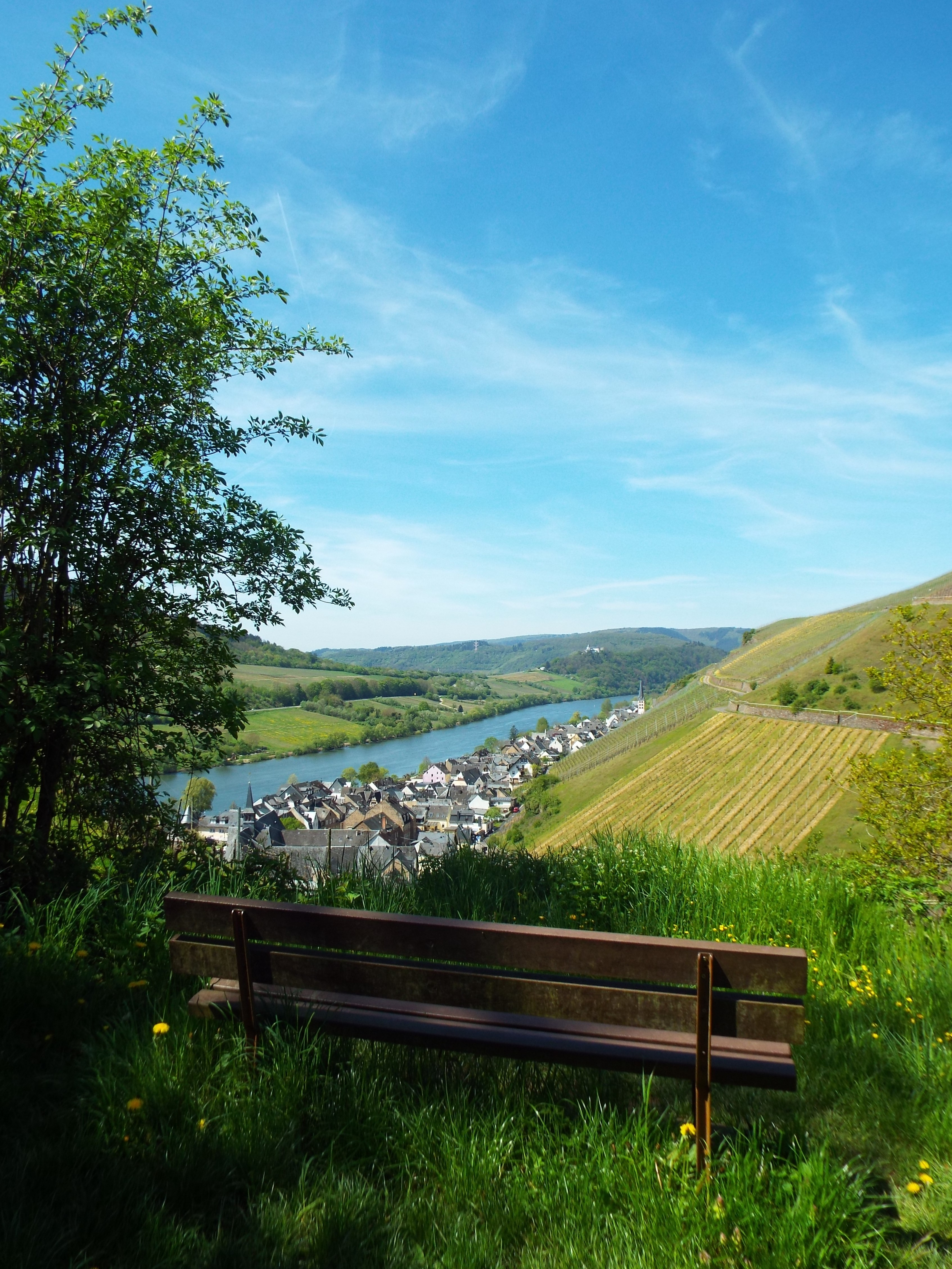
Gezicht op Merl (bij Zell)
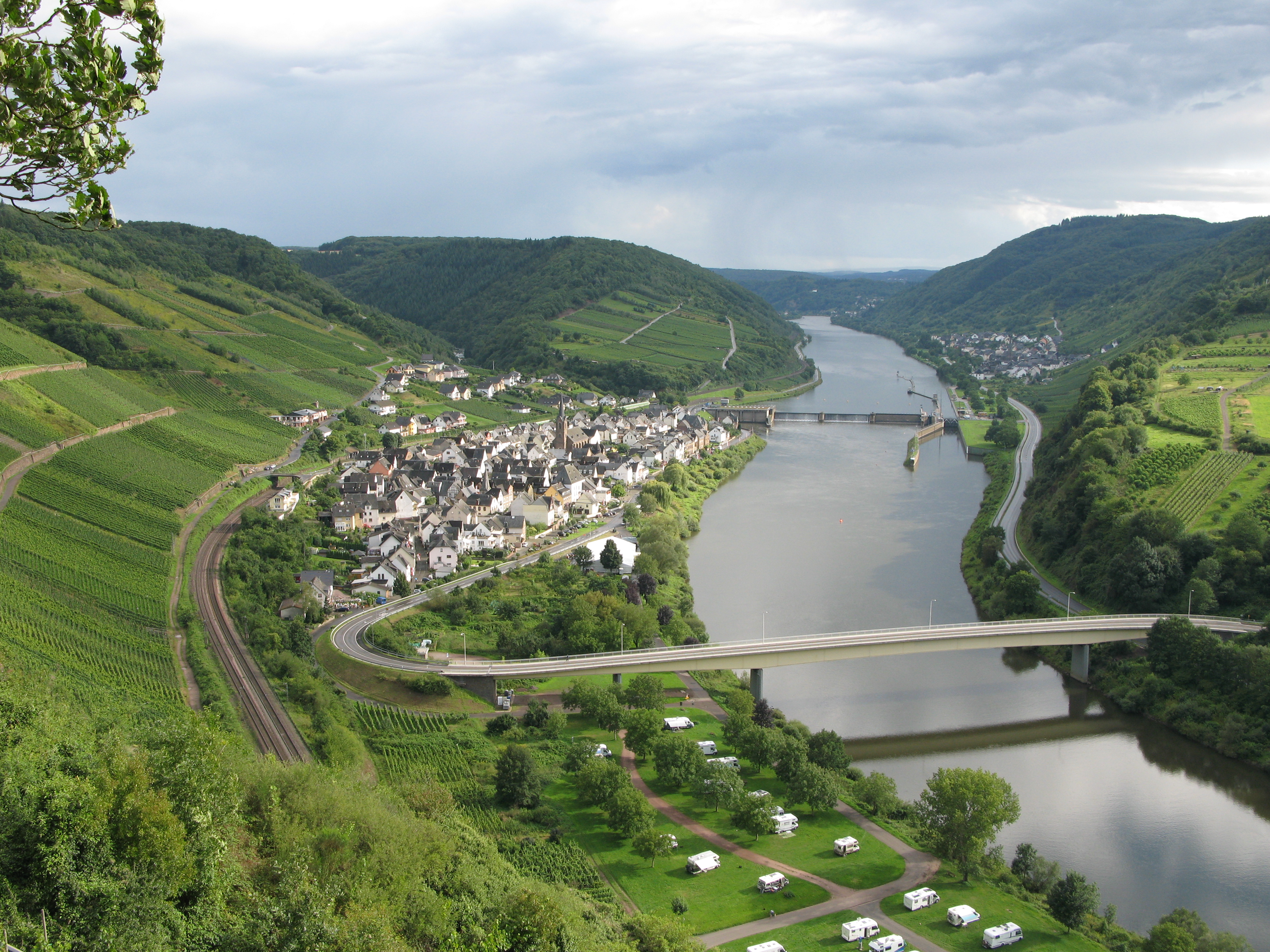
Gezicht op Neef
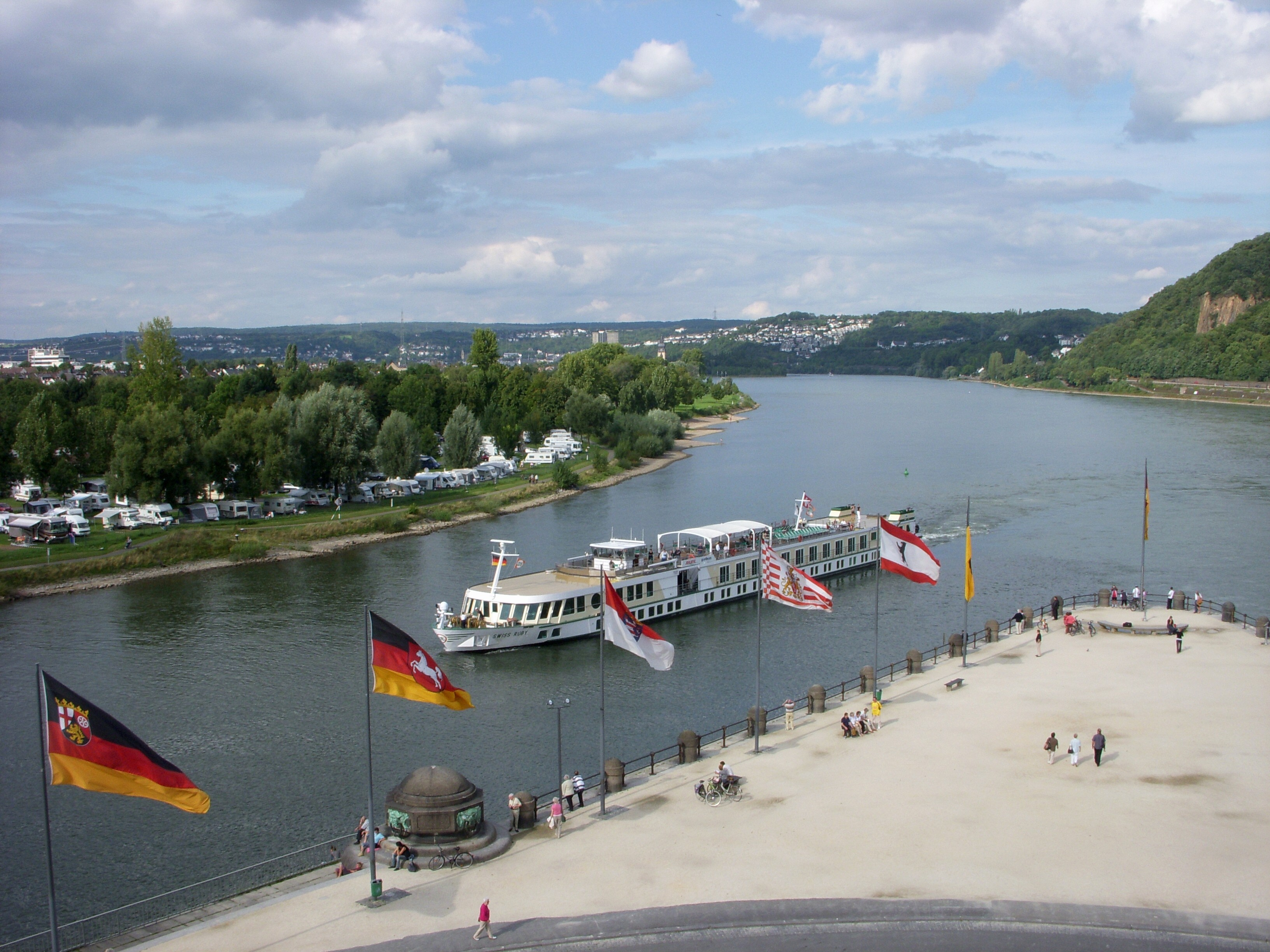
Deutsches Eck, Koblenz